# HD 434
HD434 є  хімічно пекулярною зорею спектрального класу
A3 й має видиму зоряну величину в
смузі V приблизно  6.5.
Вона знаходиться у сузір'ї Андромеда й розташована на відстані близько 380 світлових років від Сонця.

## Пекулярний хімічний вміст
Зоряна атмосфера HD434 має підвищений вміст Sr.